# PTTG1
PTTG1 (англ. Pituitary tumor-transforming 1) – білок, який кодується однойменним геном, розташованим у людей на короткому плечі 5-ї хромосоми. Довжина поліпептидного ланцюга білка становить 202 амінокислот, а молекулярна маса — 22 024.
| 10         |  | 20         |  | 30         |  | 40         |  | 50         |
| ---------- |  | ---------- |  | ---------- |  | ---------- |  | ---------- |
| MATLIYVDKE |  | NGEPGTRVVA |  | KDGLKLGSGP |  | SIKALDGRSQ |  | VSTPRFGKTF |
| DAPPALPKAT |  | RKALGTVNRA |  | TEKSVKTKGP |  | LKQKQPSFSA |  | KKMTEKTVKA |
| KSSVPASDDA |  | YPEIEKFFPF |  | NPLDFESFDL |  | PEEHQIAHLP |  | LSGVPLMILD |
| EERELEKLFQ |  | LGPPSPVKMP |  | SPPWESNLLQ |  | SPSSILSTLD |  | VELPPVCCDI |
| DI         |  |            |  |            |  |            |  |            |

A: Аланін

C: Цистеїн

D: Аспарагінова кислота

E: Глутамінова кислота

F: Фенілаланін

G: Гліцин

H: Гістидин

I: Ізолейцин

K: Лізин

L: Лейцин

M: Метіонін

N: Аспарагін

P: Пролін

Q: Глутамін

R: Аргінін

S: Серин

T: Треонін

V: Валін

W: Триптофан

Кодований геном білок за функцією належить до фосфопротеїнів. 
Задіяний у таких біологічних процесах, як клітинний цикл, поділ клітини, пошкодження ДНК, репарація ДНК, мітоз, розходження хромосом, ацетилювання. 
Локалізований у цитоплазмі, ядрі.